# Duca degli Abruzzi
Le Duca degli Abruzzi était un paquebot italien. Il a été réquisitionné et utilisé comme croiseur auxiliaire par la Regia Marina pendant la guerre italo-turque (1911-1912).

## Historique
Construit entre 1907 et 1908 aux Cantieri Navali Riuniti à La Spezia sur commande de Navigazione Generale Italiana (la principale compagnie maritime italienne de l’époque), le navire était à l’origine un grand et élégant paquebot à trois ponts et deux cheminées, d’une capacité de 1838 passagers,. Le navire était le plus petit d’une série de trois navires quasi-jumeaux, appelés la classe ducale, les deux autres étant le Duca d'Aosta et le Duca di Genova),. Le système de propulsion, construit par la société Nicolò Odero de Gênes sous licence anglaise, garantissait une vitesse de 16 nœuds.
Destiné principalement au transport d’émigrants (1740 des 1838 places disponibles étaient en troisième classe), le navire à vapeur était destiné à l’une des principales routes d’émigration vers les États-Unis, la route Gênes-Naples-New York,. Le voyage inaugural du navire a eu lieu sur cette route, le 4 février 1908, et le duc des Abruzzes a continué à naviguer sur ces routes pendant les trois années suivantes, jusqu’au déclenchement de la guerre italo-turque. Le 22 novembre 1911, le navire a quitté Gênes pour son dernier voyage avant d’être réquisitionné.
Au cours de ce conflit, qui dure de 1911 à 1912, le navire est réquisitionné par la Regia Marina (la première réquisition a lieu le 5 février 1912 et dure jusqu’au 23 août de la même année, après quoi le navire est réquisitionné à nouveau jusqu’au 2 octobre 1912), armé de quelques canons de 120 mm et immatriculé sur les listes des navires auxiliaires de l’État en tant que croiseur auxiliaire. Le Duca di Genova a connu un sort similaire.
L’opération de guerre la plus importante à laquelle le Duca degli Abruzzi a participé, avec le croiseur cuirassé Amalfi, a été le débarquement et l’occupation en mai 1912 des îles de Patmos, Chálki et Emporio, qui sont ensuite devenues une partie des possessions italiennes dans le Dodécanèse.
À la fin de la guerre, fin 1912, le Duca degli Abruzzi retourne à la Navigation générale italienne, qui l’emploie sur la ligne reliant Gênes à l’Amérique du Sud, sur laquelle il navigue jusqu’en 1914. Selon d’autres sources, le vapeur a été en service avec la compagnie maritime génoise La Veloce de 1911 à 1914 (à l’exception de la période de la guerre italo-turque), revenant à NGI en 1914.
Pendant la Première Guerre mondiale, le Duca degli Abruzzi a été désarmé et stationne, inactif, jusqu’au 28 novembre 1918, date à laquelle il a repris du service sur la route Gênes-New York.
Le dernier voyage sur la route Gênes-Naples-Messine-New York a commencé le 23 mai 1922, après quoi le vapeur a été transféré sur la route Gênes-Naples-Amérique du Sud.
La crise économique de 1929 et la tragédie du navire à vapeur Principessa Mafalda ont accéléré la fin des navires d’avant-guerre encore en service dans la flotte de la navigation générale italienne. Le Duca degli Abruzzi a été désarmé en 1929, puis envoyé à la ferraille au cours de la même année,.